# Марьинская (Череповецкий район)
Марьинская — деревня в Череповецком районе Вологодской области.
Входит в состав Яргомжского сельского поселения, с точки зрения административно-территориального деления — в Яргомжский сельсовет.
Расстояние по автодороге до районного центра Череповца — 26 км, до центра муниципального образования Ботово — 12 км. Ближайшие населённые пункты — Авдеевская, Ермоловская, Слободино.
По переписи 2002 года население — 14 человек.
На 1912 в деревне Марьинской 2-й Петриневской волости Череповецкого уезда Новгородской губернии находилось 27 дворов, на которых имелось 38 жилых строения. Население составляло 187 человек, из них 99 мужского пола и 88 женского. Основным занятием жителей указано земледелие, побочным - плотницкое.